# Bércoun jihoafrický
Bércoun jihoafrický, také znám jako bércoun skalní (Elephantulus myurus) je malý druh bércouna z čeledi bércounovití (Macroscelididae) a rodu bércoun (Elephantulus). Druh popsali Oldfield Thomas a Harold Schwann v roce 1906. Dle Mezinárodního svazu ochrany přírody (IUCN) je málo dotčený, nejsou známy žádné významné hrozby pro tento druh.

## Výskyt
Bércouni jihoafričtí se vyskytují v afrotropické oblasti, konkrétně v jižní části Afriky – v Botswaně, Jihoafrické republice (JAR), Zimbabwe a Mosambiku. K životu dávají přednost subtropickým a tropickým suchým nížinným loukám, kde žijí ve skalách s množstvím puklin, protože si nestaví hnízdo nebo nevyhrabávají noru.

## Popis
Bércoun jihoafrický měří průměrně 26 cm a váží průměrně 60 g. Srst je na hřbetě jemná a má šedohnědé zbarvení. Ve skalách poskytuje dobré maskování před predátory. Oči a uši bývají hnědě zabarvené, okolo očí se nachází bílý kroužek. Čenich je dlouhý a bércoun s ním může pohybovat. Lebka se vyznačuje mohutnými očnicemi. Končetiny jsou černé, zadní dobře osvalené s dlouhými kostmi, přední naopak nejsou příliš vyvinuté. Na každé noze je pět prstů. Bércouni se obvykle pohybují po čtyřech, někdy poskakují po zadních končetinách.
Tenké a tlusté střevo je u tohoto druhu kratší než u býložravce podobné velikosti, navíc vlastní také slepé střevo, jež většinou nemají hmyzožravci vyvinuto a které pravděpodobně slouží k šetření vody. Bércoun také vylučuje zhuštěnou moč, aby ztráta tekutin v aridním prostředí byla co nejmenší.

## Chování
Bércoun jihoafrický je hmyzožravec, mezi jeho nejoblíbenější potravu patří mravenci a termiti, živí se však velkou škálou různých bezobratlých (brouci, pavouci, stonožky), někdy i rostlinami (listy, ořechy). Druh je denní, největší aktivity dosahuje pří východu a západu slunce, někdy také v noci. V největším žáru během odpoledne odpočívá. V zimě je většinou méně aktivní, naopak od července do ledna (v období rozmnožování) u něj nastává nejvyšší aktivita. Po 49 až 56 dnech březosti samice porodí jedno až tři mláďata, přestože v době ovulace může vyprodukovat až 12 vajec. Mláďata se rodí osrstěná, s otevřenýma očima a několik hodin po porodu již mohou běhat. Pohlavní dospělosti dosahují 5–6 týdnů po narození a dožívají se 1,1 roku. Mezi nepřátele patří hadi, sovy a jestřábi.

## Ohrožení
Bércoun jihoafrický je běžným druhem v celém areálu výskytu, populace se zdá být stabilní. Nejsou známy žádné významné hrozby pro tento druh, neboť žije v oblastech nevhodných pro jakoukoli destruktivní lidskou činnost s výjimkou pastevectví. Navíc žije v několika chráněných oblastech, dle Mezinárodního svazu ochrany přírody (IUCN) tedy patří mezi málo dotčené druhy.